# Favosites
Favosites är ett släkte bland tabulaterna, som är mycket vanliga bland de siluriska avlagringarna på Gotland.
Kolonierna är ofta oregelbundna eller halvklotsformade, ofta några centimeter i diameter men kan bli betydligt större. Varje rör har en polygonal form och sitter tätt gränsande till varandra, vilket ger fossilet ett bikakeliknande utseende.